# Limnaecia camptosema
Limnaecia camptosema là một loài bướm đêm thuộc họ Cosmopterigidae. Nó được tìm thấy ở Úc.